# Бенда, Ян Йиржи (1714)
Ян Йиржи Бенда (чеш. Jan Jiří Benda, нем. Johann Georg Benda; 1714—1752) — чешский скрипач и композитор.

## Биография
Родился 30 августа 1714 года в местечке Бенатки-над-Йизероу в семье Яна Йиржи (Иоганна Георга) Бенды.
Первоначально со своим старшим братом Франтишеком уехали в Дрезден, откуда позднее переехали в Потсдам ко двору прусского короля Фридриха II. Здесь занимался музыкой, работал в капелле, стал известен как автор сонат и каприччио для скрипки и виолончели.
Умер в 1752 году в Берлине.